# استیون میلر (مشاور سیاسی)
استیون میلر (انگلیسی: Stephen Miller؛ زادهٔ ۲۳ اوت ۱۹۸۵ ‏(۳۹ سال)) نویسنده و کارمند سیاسی آمریکایی است که به عنوان مشاور ارشد سیاستگذاری رئیس‌جمهور دونالد ترامپ کار کرد. او پیشتر مدیر کل ارتباطات سناتور جف سشنز از آلاباما بود که بعداً مدتی دادستان کل ایالات متحده آمریکا در دولت ترامپ بود.

## اوایل زندگی
میلر در یک خانواده یهودی متمایل به لیبرالیسم در سنتا مونیکا، کالیفرنیا زاده شد. با این که والدینش دمکرات بودند، میلر با خواندن کتاب تفنگ‌ها، جرم و آزادی نوشتهٔ مدیرعامل انجمن ملی سلاح محافظه‌کار شد.
میلر در سال ۲۰۰۷ مدرک لیسانس علوم سیاسی را از دانشگاه دوک دریافت کرد.

## فعالیت حرفه‌ای

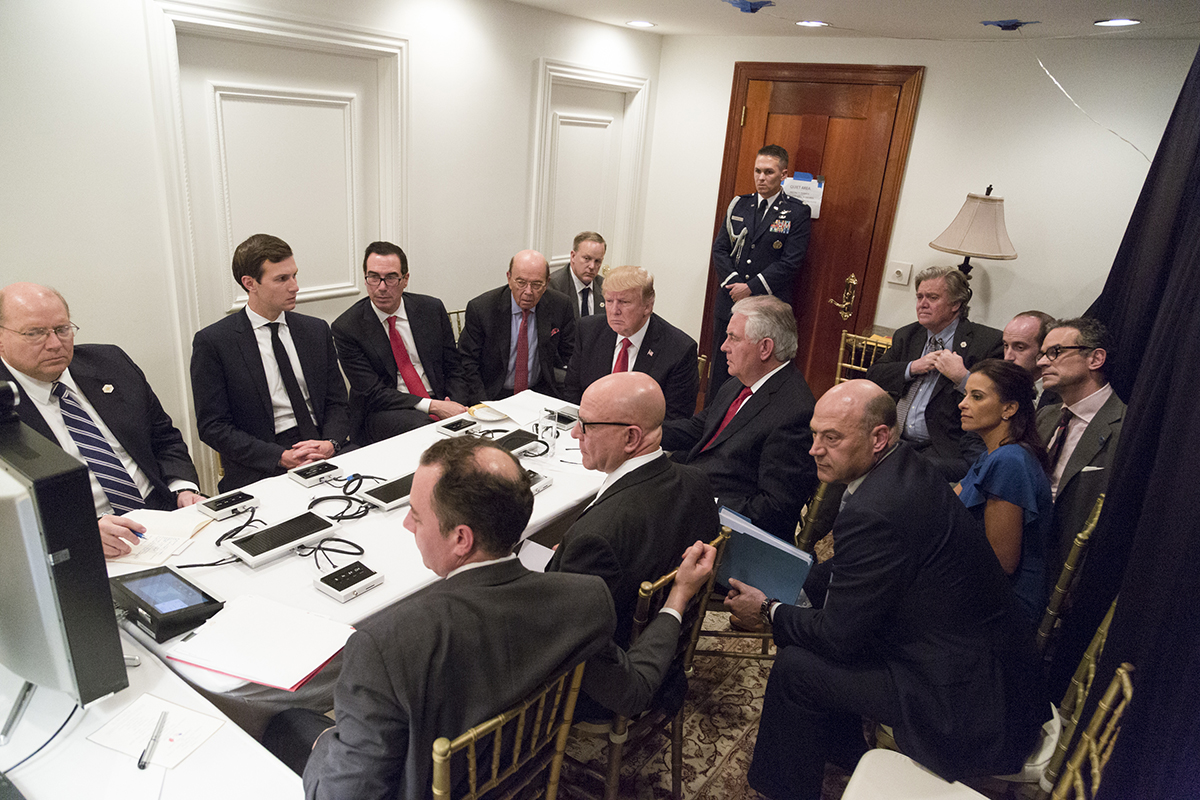
استیون میلر در جمع همکارانش

میلر از سال ۲۰۰۹ برای سناتور جف سشنز که بعدها دادستان کل شد کار کرد و تا پست مدیر ارتباطات ترفیع یافت.

### کاخ سفید ترامپ
میلر در نوامبر ۲۰۱۶ به عنوان اداره کنندهٔ ملی سیاستگذاری تیم انتقال ترامپ معرفی شد. در دسامبر ۲۰۱۶ اعلام شد میلر در دولت ترامپ به عنوان مشاور ارشد سیاستگذاری رئیس‌جمهور فعالیت خواهد کرد.
نوشتن بیشتر سخنرانی تحلیف ترامپ به میلر، و استیو بنن، نسبت داده شده‌است.
میلر از جمله عوامل اصلی صدور فرمان اجرایی ۱۳۷۶۹ است، که موقتاً سفر و مهاجرت اتباع هفت کشور و ورود پناهندگان سوری را به‌طور نامشخص به آمریکا را ممنوع کرد. او حین کار در دفتر سناتور سشنز در خصوص سیاست مهاجرتی آموخت.